# Abropelecinus rasnitsyni
Abropelecinus rasnitsyni (лат.) — ископаемый вид мелких наездников рода †Abropelecinus из семейства Pelecinidae (Proctotrupoidea). Меловой период: Бирманский янтарь (около 100 млн лет). Юго-Восточная Азия: Мьянма.

## Описание
Мелкие перепончатокрылые наездники, длина тела 4,8 мм; длина переднего крыла 2,0 мм. Усики из 13 члеников. Первый антенномер немного короче, чем скапус и педицель вместе взятые, жгутик нитевидный; мезоскутум и мезоскутеллум слегка выпуклые; метасома тонкая и удлинённая, с тремя базальными сегментами, широкими, отчётливо суженными в местах соединения, следующие два умеренно сужены, не строго трубчатые, шестой сегмент треугольный на виде сбоку; седьмой сегмент трапециевидный, самый длинный из всех метасомальных сегментов, тергум и стернум слегка разделены в конце; восьмой метасомальный сегмент постепенно сужается на вершине.

## Систематика и этимология
Вид был впервые описан в 2024 году группой китайских энтомологов (Zhen Wang, Chungkun Shih, Taiping Gao; Пекин, Китай) по материалам из бирманского янтаря вместе с Abropelecinus rectus и Allopelecinus ruoyae. Видовое название дано в честь гименоптеролога российского гименоптеролога и палеоэнтомологом Александра Павловича Расницына (Палеонтологический институт РАН, Москва). Новый вид отнесён к роду †Abropelecinus Feng, Shih, Ren и Liu, 2010 на основании родового диагноза Abropelecinus. Однако новый вид отличается от †Abropelecinus annulatus по следующим признакам: 1) первый членик жгутика немного короче, чем объединённые длины скапуса и педицеля (против первого членика жгутика, который значительно длиннее, чем объединённые длины скапуса и педицеля для A. annulatus); 2) переднее крыло только с двумя жилками (C и R) (против только C и R, M+Cu нечёткая и слабая); 3) задняя голень немного короче заднего бёдра (против задняя голень немного длиннее, чем заднее бедро). От вида †Abropelecinus tytthus отличается 13-членкиовыми усиками (против 11-члениковых у A. tytthus) и трапециевидным седьмым метасомальным сегментом, тергит и стернит слегка разделены на конце (по сравнению с седьмым метасомальным сегментом вздутым медиально и округлым апикально).